# Muntanyes Balaghat
Les muntanyes Balaghat són una serralada muntanyosa a Karnataka, Índia.
S'estenen per una longitud de 450 km en una amplada entre 5 i 10 km; una branca arriba fins a Ashti en direcció sud-est. Una altra branca es desvia cap al sud. Les terres entre les muntanyes principals i les dues branques formen un altiplà que també s'anomena Balaghat.